# لنورا کریکلو
لنورا کریکلو (انگلیسی: Lenora Crichlow؛ زادهٔ ۴ ژانویهٔ ۱۹۸۵) هنرپیشه اهل بریتانیا است. او در هارلزدن لندن متولد شده است. او در رشته نمایش در دانشگاه ساسکس تحصیل کرده است.
از فیلم‌ها یا برنامه‌های تلویزیونی که وی در آن نقش داشته‌است می‌توان به آینه سیاه، دکتر هو، الکتریسیته، طبیعت وحش، انسان بودن، دختران سریع، دیر شکوفا و خرس سفید اشاره کرد.